# Nespecifična peroksigenaza
Nespecifična peroksigenaza (EC 1.11.2.1, aromatična peroksigenaza, peroksigenaza pečurki, haloperoksidaza-peroksigenaza, Agrocybe aegerita peroksidaza) je enzim sa sistematskim imenom supstrat:vodonik peroksid oksidoreduktaza (RH-hidroksilacija ili epoksidacija). Ovaj enzim katalizuje sledeću hemijsku reakciju
2O2 {\displaystyle \rightleftharpoons } 2O
Ovaj enzim je hem-tiolatni protein (P450). Enzimi ovog tipa obuhvataju glikoproteine koje luči agarski Basidiomycetes. Oni katalizuju umetanja atoma kiseonika iz H2O2 u mnoštvo različitih supstrata, uključujući aromatične prstene kao što su naftalen, toluen, fenantren, piren i p-nitrofenol,.

## Literatura
- Nicholas C. Price; Lewis Stevens (1999). Fundamentals of Enzymology: The Cell and Molecular Biology of Catalytic Proteins (Third изд.). USA: Oxford University Press. ISBN 019850229X.
- Eric J. Toone (2006). Advances in Enzymology and Related Areas of Molecular Biology, Protein Evolution (Volume 75 изд.). Wiley-Interscience. ISBN 0471205036.
- Branden C; Tooze J. Introduction to Protein Structure. New York, NY: Garland Publishing. ISBN 0-8153-2305-0.
- Irwin H. Segel. Enzyme Kinetics: Behavior and Analysis of Rapid Equilibrium and Steady-State Enzyme Systems (Book 44 изд.). Wiley Classics Library. ISBN 0471303097.

## Spoljašnje veze
- Unspecific+peroxygenase на 